# Girolamo Parabosco
Girolamo Parabosco (c. 1524 – 21 d'abril de 1557) fou un escriptor, compositor, organista, i poeta italià del Renaixement.
Va néixer a Piacenza, fill d'un organista famós, Vincenzo Parabosco. Poc és sabut de la seva infantesa, però va anar a Venècia d'hora per la seva educació musical i és esmentat com a estudiant d'Adrian Willaert, el fundador de l'Escola veneciana, prop del final de 1541. El 1546 va visitar Florència com a convidat de Francesco Corteccia, músic dels Mèdici i el músic principal d'aquella ciutat. Després d'un període de viatges, durant el qual va visitar altres ciutats de l'Itàlia del nord, va retornar a Venècia i esdevingué primer organista a Sant Marc, que en aquell temps era una de les institucions musicals més distingides a Itàlia. Va quedar-se treballant a Sant Marc per la resta de la seva vida, i va morir a Venècia el 1557.
Va escriure Rime i comèdies de prosa, però és especialment conegut per I Diporti, una col·lecció d'històries que segueix el model de Boccaccio al Decameró.
De les seves composicions, en resta un llibre de madrigals per cinc veus, va publicat a Venècia el 1546, així com quatre altres madrigals publicats els anys 1541 i 1544, i alguna música instrumental. L'estil dels madrigals és similar al de Willaert, però encara més densament polifònic que els del seu mestre; són més semblants a motets que a la majoria dels madrigals que foren escrits a l'Itàlia del començaments dels 1540s. Un de les seves tasques instrumentals és un ricercar basat en "Da Pacem", l'antífon per pau; podria haver estat escrit pel final de la guerra el 1540 entre Venècia i els turcs otomans.